# Marc Laidlaw
Pour les articles homonymes, voir Laidlaw.
Œuvres principales
- Papa, maman, l'atome et moi

Marc Laidlaw, né le 3 août 1960 (son prénom est parfois écrit Mark), est un auteur américain de romans de science-fiction et d'horreur, connu pour ses œuvres cyberpunk. Il fut aussi game designer pour Valve Software. Ses travaux les plus intéressants sont certainement les romans Dad's Nuke, The 37th Mandala, et la série de jeux vidéo Half-Life.

## Biographie
Marc Laidlaw est né en 1960 à Laguna Beach en Californie, a vécu à Laguna Beach en Californie, puis a suivi des cours à l'université de l'Oregon où il a essayé et été découragé par la programmation d'ordinateur à carte perforée. Il écrit de petites histoires et son premier roman, Dad's Nuke, est publié en 1985. Ensuite, il enchaîne pendant une dizaine d'années plusieurs romans, en travaillant en même temps comme secrétaire juridique à San Francisco pour vivre.
Laidlaw avait déjà joué aux jeux vidéo, mais cela ne l'avait pas intéressé outre-mesure, jusqu'à ce que Myst change sa perception des médias émergents. Il était obsédé par Myst et fini même par s'acheter un ordinateur pour pouvoir y jouer chez lui, à San Francisco. Grâce à ce nouvel intérêt, il écrit The Third Force (1996), un roman basé sur un monde créé par un jeu vidéo.
Travailler avec des concepteurs de jeux vidéo l'a amené à aimer cette activité, il veut alors aider à concevoir un jeu en développement. Il rejoint Valve Software alors qu'ils sont en plein développement de Half-Life (1998) et travaille alors sur le scénario et la conception de niveau de jeu. Après ce projet, il travaille sur les extensions (add-ons) de Half-Life, puis sur Half-Life 2 et ses extensions, sans oublier Portal et Portal 2.
Il quitte Valve Software fin 2015 pour des raisons personnelles.  

## Œuvres

### Romans
- Papa, maman, l'atome et moi, Denoël, coll. « Présence du futur », 1987 ((en) Dad's Nuke, 1985)
- (en) Neon Lotus, 1988Nommé en 1988 au prix Philip-K.-Dick
- (en) Kalifornia, 1993
- Le Mangeur d'orchidées, Gallimard, coll. « Série noire », 1996 ((en) The Orchid Eater, 1994)
- Gadget, J'ai lu, 1997 ((en) The Third Force: A Novel of Gadget, 1996)
- (en) The 37th Mandala, 1996Prix du meilleur roman 1996 aux International Horror Guild Awards

### Nouvelles
- Les 400, 1987 ((en) 400 Boys, 1983)Publiée dans Mirrorshades: the Cyberpunk Anthology (1986) puis en français dans Mozart en verres miroirs (1987, 1996, 2001)
- Musique d'ascenseur pour un tueur, 2000 ((en) Muzak for Torso Murders, 1986)Publiée dans Cutting Edge (1986) puis en français dans Douze Serials Killers (2000)